# Francismar Carioca de Oliveira
Francismar Carioca de Oliveira (Ubá, 18 april 1984) is een Braziliaans voetballer.